# Tri-ethylaluminium
Tri-ethylaluminium of TEA is een organometaalverbinding van aluminium. Het is een vluchtige, kleurloze en zeer pyrofore vloeistof die spontaan ontbrandt als ze aan de lucht wordt blootgesteld. Ze wordt bewaard als zuivere vloeistof of als een oplossing in een koolwaterstof (gewoonlijk 15% in hexaan).

## Synthese
TEA is op verschillende wijzen te bereiden. Een daarvan is uitgaande van aluminium, etheen en waterstof volgens de globale reactievergelijking:
{\displaystyle {\ce {2 Al + 6 C2H4 + 3 H2 -> 2 Al(C2H5)3}}}
Dit kan in één stap gebeuren, met de drie componenten samen, of in twee stappen, waarbij men in de eerste stap geen etheen gebruikt. In die stap wordt uit twee mol tri-ethylaluminium, drie mol di-ethylaluminiumhydride gevormd:
{\displaystyle {\ce {4 Al(C2H5)3 + 2 Al + 3 H2 -> 6 Al(C2H5)2H}}}
In de tweede stap worden dan met etheen drie mol tri-ethylaluminium gevormd. Netto blijft er dus één mol tri-ethylaluminium over als product:
{\displaystyle {\ce {Al(C2H5)2H + C2H4 -> Al(C2H5)3}}}
Het tweestapsproces is bijzonder goed geschikt voor TEA, terwijl het eenstapsproces beter geschikt is voor andere trialkylaluminiumverbindingen met langere alkylgroepen. De methode is ontwikkeld door Karl Ziegler.
Een andere synthesemogelijkheid is de reactie van ethylaluminiumsesquichloride met een alkalimetaal, bijvoorbeeld natrium:
{\displaystyle {\ce {3 Al2Cl3(C2H5)3 + 9 Na -> 4 Al(C2H5)3 + 2 Al + 9 NaCl}}}

## Toepassingen
TEA wordt hoofdzakelijk gebruikt als bestanddeel van Ziegler-Natta-katalysatoren voor de productie van polyolefinen, vooral polyetheen en polypropeen. Het wordt ook gebruikt bij de bereiding van hogere synthetische vetalcoholen langs petrochemische weg volgens het Alfolproces, en van α-olefinen volgens het gelijkaardige Alfenproces.
Tri-ethylaluminium is ook aan vloeibare raketbrandstof en de brandstof van vlammenwerpers toegevoegd om die hypergool te maken, dat wil zeggen dat ze spontaan ontbranden zonder ontsteking.

## Toxicologie en veiligheid
Tri-ethylaluminium  is een corrosieve stof. Inademing van de damp of nevel kan, met enkele uren vertraging, longoedeem veroorzaken. Ook kan de stof metaalrookkoorts veroorzaken. Blootstelling kan de dood tot gevolg hebben.
TEA ontbrandt spontaan aan de lucht. Het is een sterk reductiemiddel en reageert heftig met oxidatiemiddelen. Het reageert ook heftig met water en vele andere verbindingen met kans op brand en explosie.